# イラリオン・プリャニシニコフ

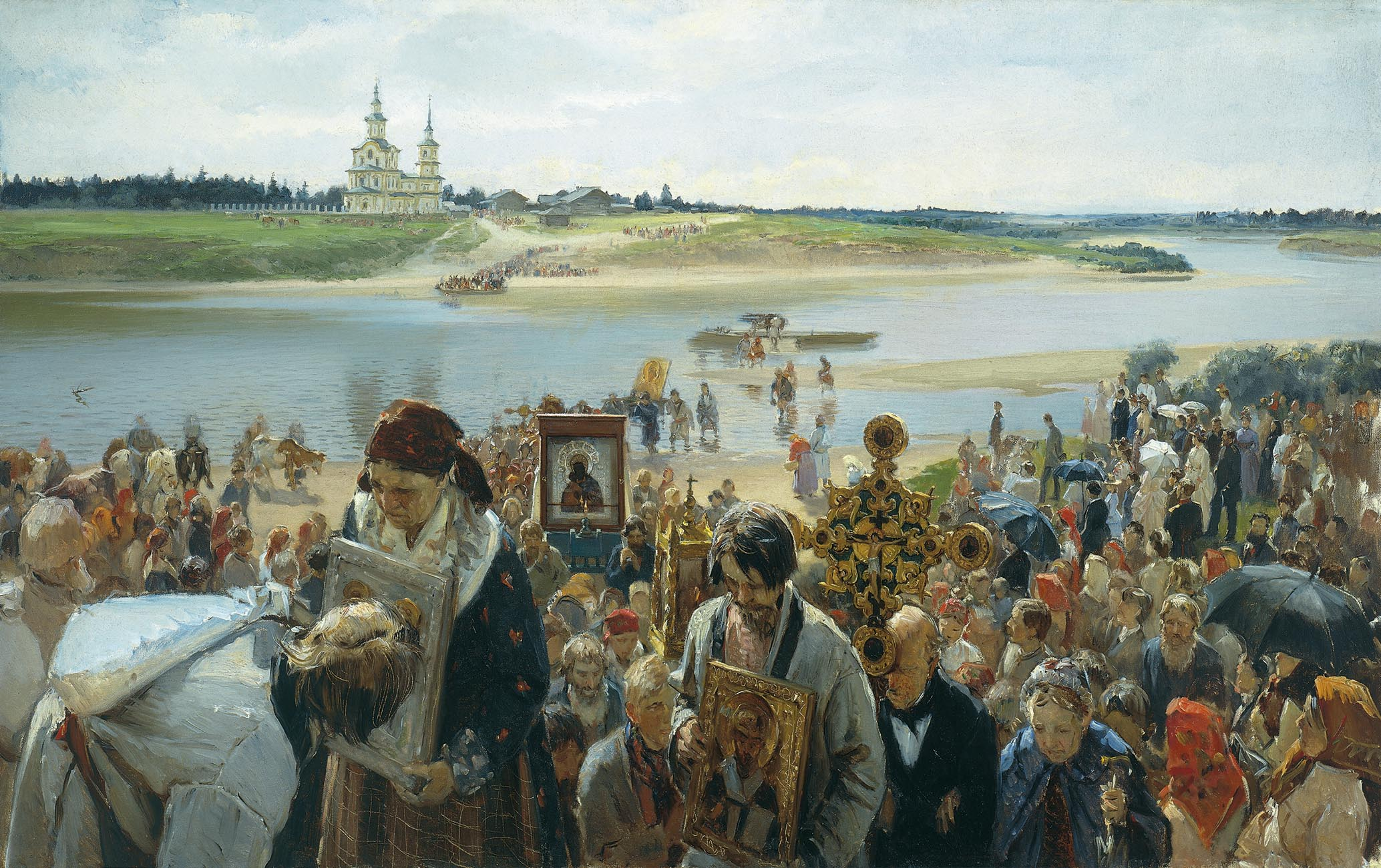
復活大祭の十字行（1893年）

イラリオン・ミハイロヴィチ・プリャニシニコフ（ロシア語: Илларион Михайлович Прянишников / ラテン字母転写の例：Illarion Mikhailovich Pryanishnikov, 1840年3月20日（グレゴリオ暦4月1日） 現カルーガ州ティマショヴォ - 1894年3月12日（グレゴリオ暦3月24日） モスクワ）はロシアの画家で、移動派の創設者の一人。

## 略歴
ティマショヴォ村に商人の家庭に生まれる。1856年から1866年までモスクワ絵画・彫刻・建築学校に在籍し、イェヴグラフ・ソロキンとセルゲイ・ザリャンコの講座を履修する。最終年次に制作された絵画「おどけた奴ら（モスクワのゴスティヌィ・ドヴォル）」によってたちまち広い名声を勝ち得る。この小さなカンバスにおいて彼は、すべてのものが売り買いされてゆくこの世界における、人間性に対する侮辱や冷淡さや無慈悲といったテーマに独自の光を当てている。嘲りの中でコンチェルティーナに合わせて踊ることを強いられたほろ酔いの商人と初老の役人を描いたのち、画家は道徳的な醜悪さと独りよがりな下品さの見本市ともいうべき見物人全員の姿を容赦なく描き出す。この絵を観たアカデミックな芸術の支持者は、芸術とは永遠の真実から引き出される理想を表現するものであるという高邁な目標に対して、この若い画家は破壊を試みようとしているのだと受け取り憤った。
1870年に「第一級の画家」という肩書きを手に入れ、1873年より母校モスクワ絵画・彫刻・建築学校の教壇に立ち、コンスタンチン・コロヴィン、ヴィトルド・ビャルイニツキー＝ビルーリャ、ミハイル・ネステロフらを育成した。
「移動派」の結成当初からの同人であり、第2回巡廻展覧会より移動派の監督のひとりとなった。プリャニシニコフは主にモスクワに住んでいたものの、しばしばロシア北部を訪れてスケッチを行なった。救世主ハリストス大聖堂の内装にも加わった。

## ギャラリー

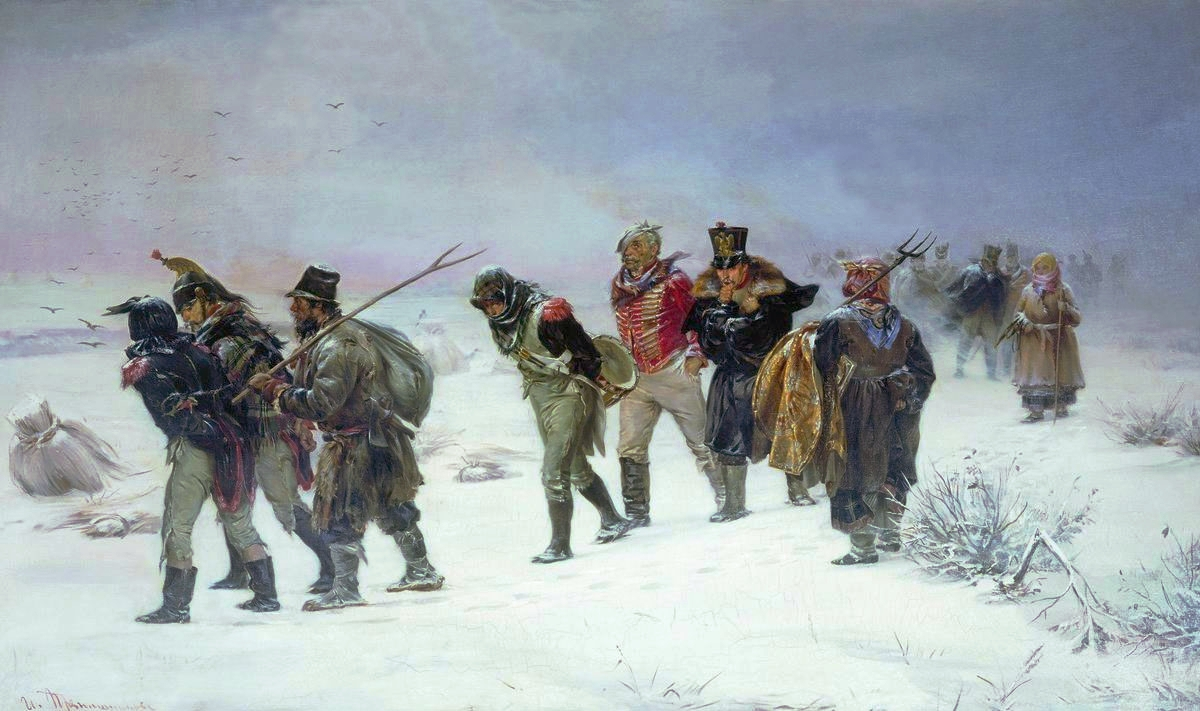
French retreat in 1812
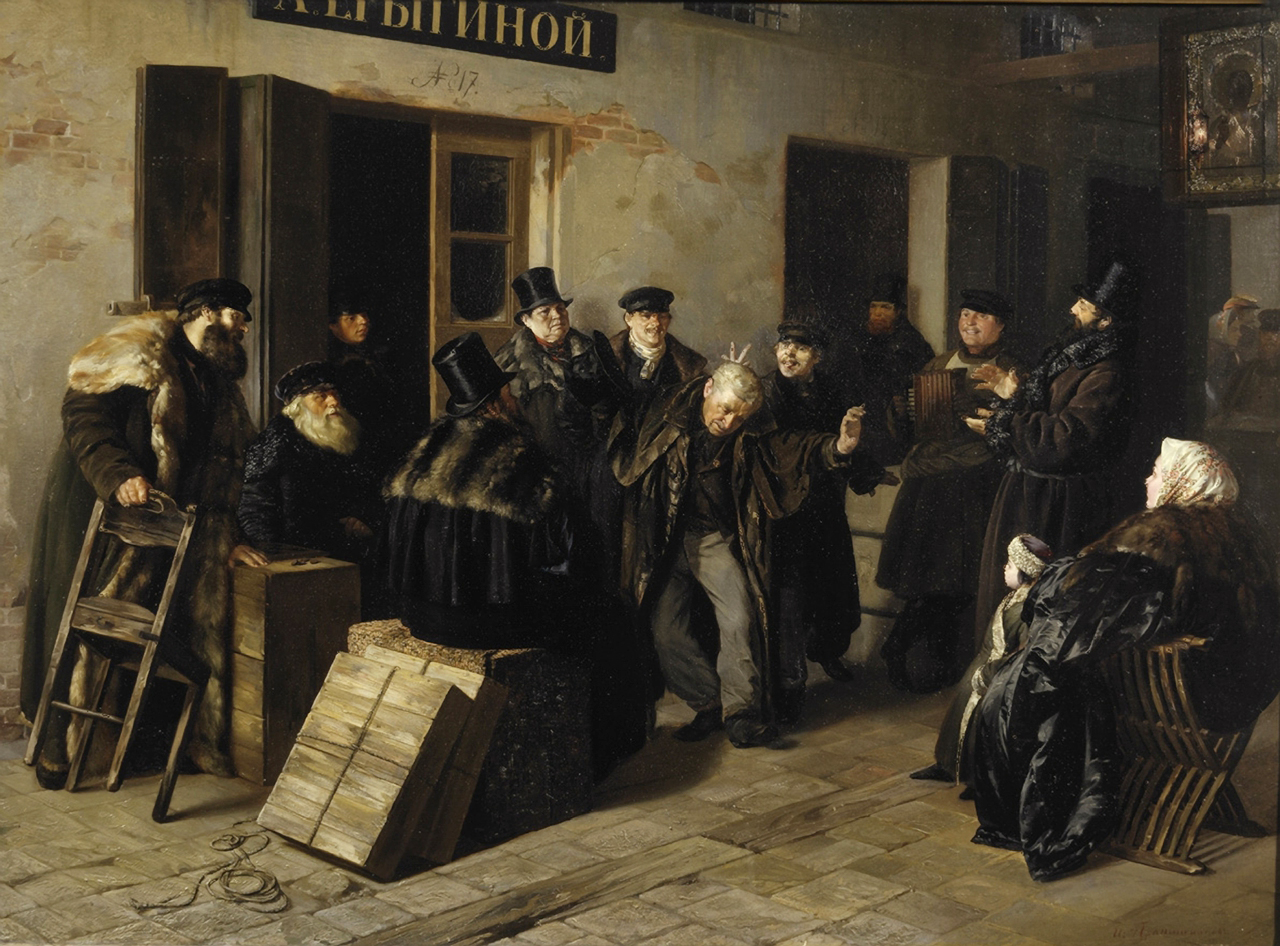
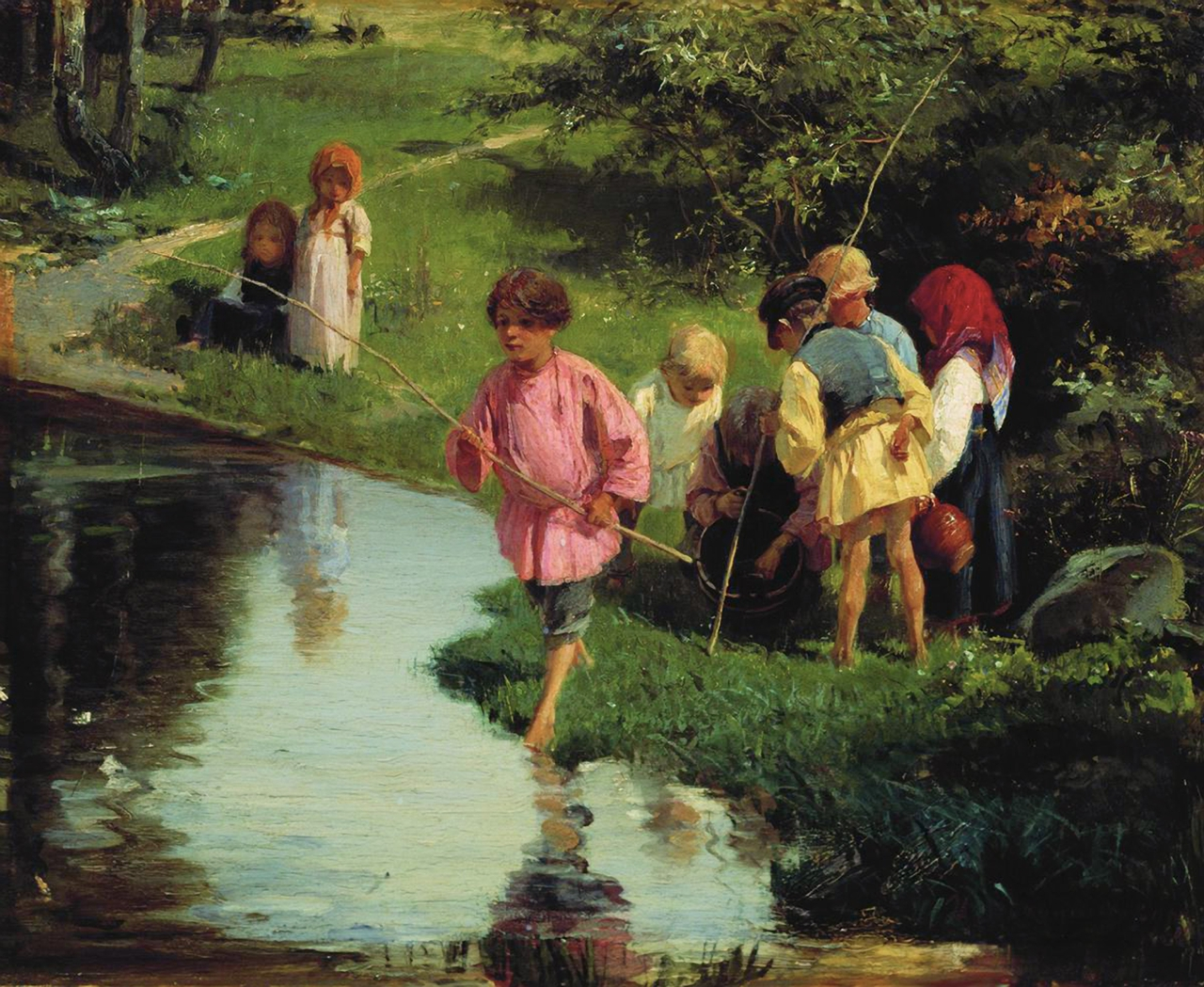